# イ・スヒョク
イ・スヒョク（ハングル：이수혁、漢字：李洙赫、1988年5月31日 - ）は、韓国の俳優、モデル。身長185cm、壇国大学師範大学付属高等学校卒業。

## 来歴
2006年、デザイナー、チョン・ウクジュン『Lone Costume』ファッションショーでデビュー。2010年より俳優としての活動も始める。
2013年、パリ・コレクションにて、バレンシアガ、ウ・ヨンミ、ソン・ジオ、JW ANDERSONのショーのランウェイを歩き、STYLE MINUTESが選定する2013年秋冬コレクションニューフェイス男性モデル13人にアジア人で唯一選ばれた。
2014年2月、STAR Jエンターテインメントに移籍。
2015年、アジア・フィルム・アワードにてアジア・ライジング・スター賞を受賞した。
2017年3月、YGエンターテインメントに移籍。7月、TBS系連続ドラマ『ごめん、愛してる』で日本のドラマに初出演した。
同年8月、兵役のため新兵教育隊に入所し、基礎軍事訓練を受けた後、社会服務要員として勤務し、2019年7月に除隊した。同年、映画『パイプライン』（2021年公開）で除隊後、俳優復帰した。

## 交友関係
モデル出身のキム・ウビン、ホン・ジョンヒョン、キム・ヨングァン、ソンジュンと仲が良い。
BIGBANGのG-DRAGON（ジードラゴン）、T.O.P（トップ）、SOL（ソル）とは幼い頃からの友達。G-DRAGON（ジードラゴン）、T.O.P（トップ）、SOL（ソル）らがメンバーにいる「ヌテン」のメンバーでもある。

## 出演

### テレビドラマ
- ホワイトクリスマス（2011年、KBS） - ユン・ス役
- 根の深い木（2011年、SBS） - ユン・ピョン役
- WHAT’S UP（2011年 - 2012年、MBN） - イ・スビン役
- ヴァンパイア☆アイドル（2011年 - 2012年、MBN） - スヒョク役
- サメ～愛の黙示録～（2013年、KBS） - キム・スヒョン役
- ナイショの恋していいですか!?（2014年、tvN） - ユ・ジヌ役
- 一理ある愛（2014年 - 2015年、tvN） - キム・ジュン役
- 夜を歩く士＜ソンビ＞（2015年、MBC） - クィ役
- 名もなき英雄＜ヒーロー＞（2016年、OCN） - チェ・チャンギュ役
- 運勢ロマンス（2016年、MBC） - チェ･ゴヌク役
- ウチに住むオトコ（2016年、KBS） - クォン・ドクボン役
- ごめん、愛してる（2017年、TBS） - ペクラン 役
- ボーンアゲイン～運命のトライアングル～（2020年、KBS） - チャ・ヒョンビン ／ キム・スヒョク役（一人二役）
- ハンドメイドラブ（2020年、Webドラマ） - ウブン役
- こんにちは?私だよ!（2020年、KBS） - 特別出演
- ある日、私の家の玄関に滅亡が入ってきた（2021年、tvN） - チャ・ジュイク役
- 明日（2022年、MBC） - パク・ジュンギル役
- 悪女はマリオネット(2022年、Kakaoエンターテインメント)- レジェップ皇子

### 映画
- マイ・ボス・マイ・ヒーロー2　リターンズ（2006年） - 生徒役
- イパネマの少年（2010年） - 少年役
- チャ刑事（2012年） - キム・ソンホ役
- 怖い話2（2013年） - チェ・ソンギュン / チェ・ヨンギュン役
- パイプライン（2021年） - ゴヌ役
- LOST(2023年) - テファ役

### MC
- Style Log（2013年） ホン・ジョンヒョンとともにMC
- 第10回提川国際音楽映画祭開幕式（2014年）

### バラエティ番組
- 強心臓（2012年）エピソード133、134にゲスト出演
- 指輪の帝王（2012年）ゲスト出演
- 私たち結婚しました（2014年-2015年）（Girl’s Dayのキム・ユラと仮想夫婦）ゲスト出演
- 結婚じゃなくて同棲(2023年)　‐進行

### PV
- Monorail of Night(Xxx)（2009年）
- A Love Story (Gavy NJ)（2009年）
- It Hurts (2NE1)（2010年）
- Whoz That Girl (EXID)（2012年）
- falling in love（2NE1）（2013年）

## 受賞歴
- 2007年　韓国ファッション写真家協会 男子モデル 新人賞
- 2008年　第25回 コリア ベストドレッサー モデル部門 白鳥賞
- 2014年　男性タレント部門ベストドレッサー賞
- 2015年   アジア・ライジング・スター賞